# Jean-Louis Laclare
 (mai 2011).
 (novembre 2014).
Si vous disposez d'ouvrages ou d'articles de référence ou si vous connaissez des sites web de qualité traitant du thème abordé ici, merci de compléter l'article en donnant les références utiles à sa vérifiabilité et en les liant à la section « Notes et références ».
Jean-Louis Laclare (Fouka, 2 octobre 1942 - Fontenay-lès-Briis, 17 avril 2003) est un physicien français, spécialiste des accélérateurs de particules.
Il a été le directeur de projet de l'European Synchrotron Radiation Facility à Grenoble à sa création en 1986, puis directeur de l'avant-projet du synchrotron soleil en 1996.

## Biographie
Jean-Louis Laclare fut président de l’interdivision Accélérateurs et Technologies Associées de la Société Française de Physique (SFP) de 1998 à 1999, et il joua un rôle déterminant pour promouvoir notre spécialité à la SFP. Il eut une carrière scientifique exceptionnelle. 
Il soutient une thèse relative aux effets non linéaires dans les accélérateurs circulaires de particules en 1970. Puis il entre au CEA en 1971 au sein du Groupe d’Optique Corpusculaire du Département Saturne, après avoir passé une année au Canada où il avait travaillé sur un projet de synchrotron à électrons. Il succède ensuite en 1973 au Professeur Henri Brück à la tête du Groupe de Physique des Accélérateurs, nouvellement créé. Il étudie le remplacement de l’accélérateur Saturne, mis en service en 1958, par un synchrotron à focalisation forte, Saturne II. La mise en service en 1978 de cette installation a un retentissement très important dans la communauté des accélérateurs de particules. En 1983, il est nommé chef du projet MIMAS, synchrotron injecteur de Saturne 2. En 1986, il est détaché du CEA pour diriger la construction du centre de rayonnement synchrotron européen ESRF à Grenoble, avec une équipe constituée de plusieurs centaines de personnes de douze nationalités différentes. En 1996, nommé conjointement par le CEA et le CNRS, il assure la direction de l’avant-projet détaillé du synchrotron SOLEIL, actuellement en construction. En 1999, il dirige le projet Concert, accélérateur de protons de haute intensité à applications multiples, puis en 2001, le projet de source de neutrons de spallation européenne ESS. Il rejoint en 2002 l’équipe d’étude de Spiral2, source intense d’ions radioactifs.
Tout au cours de sa carrière, il a su montrer sa plus haute compétence dans le domaine des accélérateurs, tant dans les aspects pratiques que théoriques. Il s’est distingué comme un chef de projet remarquable, sachant faire des choix techniques juste, motiver les équipes. Il œuvra pour les collaborations entre différents centres, et mis en place des collaborations pour décrire les avancées notables dans les différents centres. Il a joué un rôle crucial pour bon nombre d’accélérateurs dans notre pays. Et même s’il n’est plus là qui accompagner des équipes actuelles œuvrant à la construction de SOLEIL, elles lui sont redevables de l’énergie, l’intelligence et la compétence dont il a fait preuve pour l’APD.
Plus largement, il a joué un rôle majeur dans la communauté des anneaux de stockage pour le rayonnement synchrotron Il a toujours aussi su transmettre son savoir et sa compréhension des phénomènes par des cours dans les écoles d’accélérateur et par l’encadrement d’étudiants. Son activité scientifique fut récompensée par le Prix Esclangon de la Société Française de Physique en 1983, pour ses travaux sur l’accélération de particules polarisées dans Saturne, par il reçut la Médaille de Chevalier de l’Ordre National du Mérite en 2001. Il fut aussi membre de très nombreux comités scientifiques internationaux.

## Distinctions
- Prix Esclangon de la Société française de physique en 1983[3].

## Hommages
Il existe depuis 1998 un prix Jean-Louis Laclare de l'interdivision « Accélérateurs et technologies associées » du CNRS. Ce prix est destiné à récompenser un physicien pour ses travaux remarquables en technologie des accélérateurs.  